# Divadlo MANA
Vršovické divadlo MANA je profesionální divadelní scéna v Praze se sídlem v budově Husova sboru ve Vršovicích na Moskevské třídě (dříve Palackého) čp. 967. Divadlo navazuje na tradici Jiráskova vršovického divadla (nazývaného také Divadlo Aloise Jiráska ve Vršovicích), které zde působilo od roku 1931.

## Historie divadla

### Jiráskovo divadlo
Historie divadelního sálu v budově husitského kostela v pražských Vršovicích se datuje od doby dokončení výstavby tohoto chrámu v roce 1930. Husův sbor ve Vršovicích projektovaný Karlem Truksou je významným architektonickým dokladem českého konstruktivismu s funkcionalistickými prvky. Budova Husova sboru je pojata formou tzv. individualistické moderny.

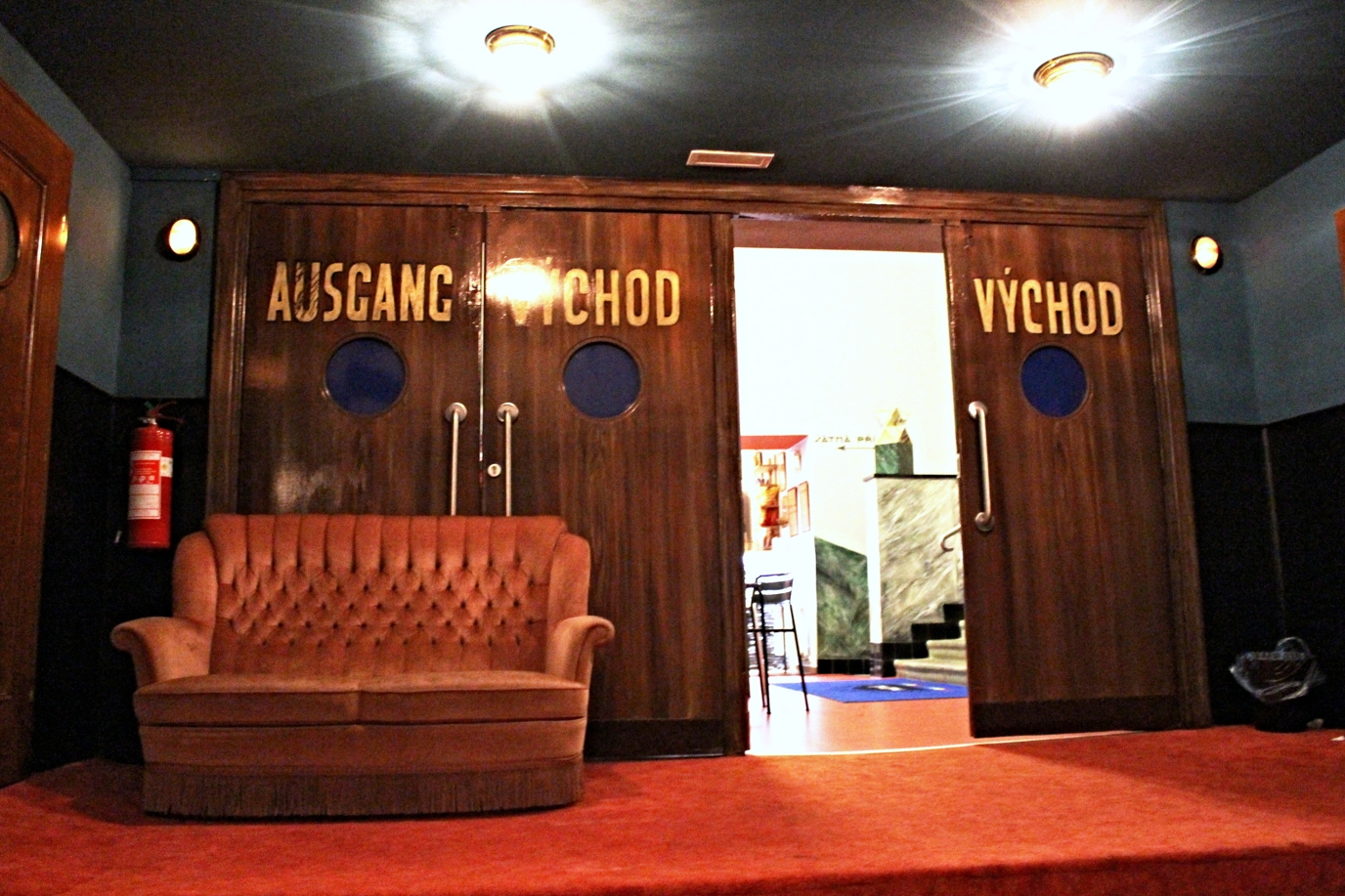
Předsálí divadla

Na koncepci věže Husova sboru ve Vršovicích se podílel nestor českého kubismu architekt Pavel Janák. Někdy bývá tato stavba uváděna jako jedna z prvních v Praze, na kterých byla použita technologie předpjatého betonu. I díky tomu byl Husův sbor ve Vršovicích postaven karlínskou firmou Stavitelství Nekvasil v rekordním čase devíti měsíců. Jeho součástí je od počátku i velkoryse koncipovaný prostor divadelního sálu pro maximální počet 294 sedících diváků. Sál kromě dvou galerií a prostoru pro orchestr zahrnoval i poměrně rozsáhlé zázemí pro technický provoz, zkušebny, šatny, maskérny a kanceláře administrativy divadla. Jedná se o jediné dochované bezprostřední sepětí divadelního prostoru s chrámovou sakrální stavbou v Praze. Janákovo divadlo v Husově sboru na Vinohradech dnes již ve své původní podobě neexistuje.

### Karel Želenský
Jiráskovo divadlo v Husově sboru ve Vršovicích bylo svého času známou pražskou divadelní scénou, která fungovala až do roku 1965. Jeho prvním ředitelem byl ve 30. letech 20. století Drahoš Želenský (1896–1959), který se svým otcem Karlem (1865–1935) patřili do známého českého hereckého rodu. Drahoš Želenský v letech 1953–1958 řediteloval Národnímu divadlu v Praze. Počátky jeho ředitelského působení jsou přitom spjaty také s divadelní scénou ve Vršovicích. Ta se později, též vzhledem k dobovým politickým a společenským poměrům, proměnila na ochotnickou scénu. Na plakátech z třicátých let 20. století je Jiráskovo divadlo ve Vršovicích uváděno jako „nejlevnější lidové divadlo v Praze.“ Pojila se v něm scéna jak profesionální, tak amatérská. Po Karlu Želenském působil v Jiráskově divadle jako jeho ředitel krátký čas také Josef Burda (1883–1964), známý český herec a podnikatel vlastnící jednu z posledních hereckých kočovných společností.

### Bio Helios
V době válečné okupace fungoval divadelní sál též jako kino s názvem Bio Helios. Dlouhá léta zde hrála ochotnická skupina Bozděch (založena ve Vršovicích v roce 1892), ale i jiní. Za doby působení spolku Bozděch se zdejší scéna etablovala jako „laboratoř“ amatérského divadla v Praze. Divadlo, třebaže poskytovalo prostor amatérským hercům, fungovalo s parametry profesionálně vedené scény. Hrací doby zahrnovaly produkci až třikrát týdně pro dospělé v pracovních dnech i o víkendech, nedělní představení pro děti. S touto scénou je spojena celá řada jmen významných činitelů na poli amatérského divadla (Felix Buřil, Karel Kestner a další). Celá řada hereckých osobností zde působících se později profesionalizovala (Miriam Kantorková, Viktor Maurer, Jiří Havel a další). Definitivní zákaz provozování divadla v Husově sboru přišel v roce 1965. Spjatost divadla s chrámovou budovou byla nadále v tehdejším režimu neudržitelná. Na více než čtyři desetiletí tak tento prostor ztratil své původní poslání.

### Novodobá historie divadla
Od roku 2004 bylo záměrem majitele objektu, kterým je Náboženská obec Církve československé husitské v Praze 10-Vršovicích, vrátit prostor někdejšího divadla v Husově sboru jeho původnímu účelu. Postupně bylo vypracováno několik architektonických studií obnovy a posléze i podrobné zaměření stávajícího stavu unikátního prostoru, který více než čtyřicet let chátral. Na základě projektové dokumentace, na které se podílel také herec a architekt David Vávra, bylo posléze přistoupeno k celkové revitalizaci divadla. Samotná obnova byla rozdělena do několika etap. V první z nich bylo znovu zprovozněno někdejší technické zázemí divadla, kde od roku 2009 vznikl bezbariérový prostor budoucího Divadelního studia MANA.
Na to navázala následná druhá etapa, během které byl v letech 2010 až 2013 revitalizován celý divadelní sál včetně prostoru pod jevištěm, kde jsou umístěny šatny herců a fundus divadla. Třetí etapa zahrnovala znovuzprovoznění hlavního vstupu do divadla z rohu ulic Moskevská a Na Kovárně. Součástí obnovy bylo také restaurování pozoruhodné protipožární opony z vlnitého plechu, ozdobené reklamou na prodejnu automobilů Aero. Rekonstrukce byla dokončena na jaře 2014 a celé divadlo tak bylo znovu uvedeno do úplného provozu.

## Repertoár
Soubor divadla nastudoval množství titulů, například:
- Slyšel jsem sovu zavolat své jméno
- Návod na přežití
- Ve dvě na Kodaňské – Čapek a Olga
- Mléčné sklo
- M*A*S*H
- Čapek
- To nemyslíš vážně, Pavlíčku
- Temno
- Máma říkala, že bych neměla
- kabaret Smutná neděle
- Podzimní sonáta
- 5 za 1
- Matka
- „Vršovice jsou zlatý,“ řekl tatínek
- Gin Game

## Po derniéře
- Země česká, domov můj?
- Teror
- Ta třetí
- Zahrada Jane Austenové
- Letní den